# ヤン・ツァハ

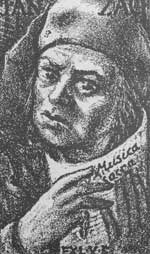
ヤン・ツァハ

ヤン・ツァハ（Jan Zach, 1699年11月13日 - 1773年5月24日）は、チェコの作曲家。

## 生涯
ボヘミア中部のチェラーコヴィツェ出身。1724年にプラハに出て、聖ガルス教会と聖マルティン教会でヴァイオリニストとして活動し、またボフスラフ・マチェイ・チェルノホルスキーにオルガンを師事した。1737年ごろまでプラハの様々な教会でオルガニストとして活動したが、1745年にマインツ大司教ヨーハン・フリードリヒ・カール・フォン・オスタインの宮廷楽長に就任した。楽長就任後の1746年から1747年にかけてイタリアに留学した。
しかしエキセントリックな性格が災いし、1750年に楽長を解任され、1756年には楽団を解雇された。その後長期の職に就くことなく、ドイツ、オーストリア、イタリアを旅し、自作の販売や教育活動で生計を立てた。
1773年、死去。

## 作品
現存する作品には30のミサ曲、28の弦楽のためのシンフォニア、12の鍵盤楽曲などがある。作風は対位法とギャラント様式を両立させたものにボヘミアの民族音楽の要素を加えるという、バロック音楽から古典派音楽への移行を示したものとなっている。

## 文献
- Newmarch, Rosa. 1942. The Music of Czechoslovakia. Oxford University Press. Available online.
- Poštolka, Milan. "Jan Zach", Grove Music Online, ed. L. Macy
- Komma, Karl Michael. 1938. Johann Zach und die tschechischen Musiker im deutschen Umbruch des 18. Jahrhunderts (Kassel, 1938).
- Kottron, Adam, and Senn, Walter. 1955. Johann Zach, Kurmainzer Hofkapellmeister: Nachträge und Ergänzungen zum thematischen Verzeichnis seiner Kompositionen, Mainzer Zeitschrift, i (1955), 81–94.